# Kleinsporige zwameter
De kleinsporige zwameter (Hypomyces microspermus) is een schimmel behorend tot de familie Hypocreaceae. Het is een biotrofe parasiet die leeft op boleten. Hij komt voor in loofbossen.

## Kenmerken
Teleomorf
Op de oppervlakte van de gastheer vormt het aanvankelijk een dunne en witte, later een dichte en lichtgele schimmel, met daarin ondergedompelde of gedeeltelijk ondergedompelde perithecia van (230)300–330(400) x (180)240–250(330) µm, ruwweg bolvormig met een ostiolum, geel, oranje, baksteenrood, vermiljoen, oranje-rood of bruin van kleur. De asci zijn eenrijig, 8-sporig, 110–120 × 4–6 µm. Er zijn geen parafysen aanezig. Ascosporen zijn bootvormig, glad tot fijn wrattig, zonder septum of met één septum in het midden of dicht bij het midden, met uitsteeksels aan elk uiteinde of zonder, tot 1 µm lang en (8)10–14(15) x (2,5)3–4 (4,5) µm groot.
Anamorf
De conidioforen zijn vertakt, met conidiogene cellen in kransen van 2–4, elk met 1 conidiogene plek die tot 50 samengeklitte conidia vormt. Ze zijn ellipsvormig tot eivormig, symmetrisch, zonder septen, (5)9–14(17) x 3–5(7) µm. Het vormt ook bijna bolvormige, gele chlamydosporen met wanden tot 2 µm dikte en een diameter van (8,5) 10–15 µm, met uitsteeksels tot 1–1,5 µm hoogte.

## Vergelijkbare soorten
De goudgele zwameter (Hypomyces chrysospermus) verschilt door grotere chlamydosporen (9-20 µm) en grotere sporen (13-25 x 4-67 µm) en de morfologie van de anamorfe vorm.

## Ecologie
Het is een arasitaire schimmel, parasiterend op schimmels uit de familie Boletaceae. Op de vruchtlichamen van de roodsteelfluweelboleet (Xerocomus chrysenteron), de rode boleet (Hortiboletus rubellus), de sombere fluweelboleet (Xerocomellus porosporus) en de kastanjeboleet (Imleria badia), evenals Xanthoconium affine en Hortiboletus communis, vormt het schimmel die het hymenofoor, de hoed en de steel bedekt, wat leidt tot hun afsterven.

## Verspreiding
Er zijn vindplaatsen van de fijnsporige schimmel gemeld in Noord- en Zuid-Amerika, Europa, Australië, Japan, Tasmanië en Nieuw-Zeeland.
In Nederland komt de kleinsporige zwameter zeer zeldzaam voor.